# Búsuló Krisztus
Búsuló Krisztus vagy Szomorkodó Krisztus a szenvedő Krisztust ábrázoló szobor- illetve képtípus. A megostorozott, töviskoronás Krisztus kezébe hajtott fejjel vagy megkötözött kezekkel és lehajtott fejjel ül.
Ez az ábrázolási forma a 14. században alakult ki, a 15. századtól terjed és népszerű a nagypénteki passió részeként. Bár a passiójelenetek sorában elhelyezhető, valójában inkább az egész passió kivonata (például Dürer fametszetes Kis Passió sorozatának nyitólapján, 1509), a barokk passió-elmélkedések kedvelt kiindulópontja volt. Gyakran helyezték el országút mentén, általában oszlopra és sokszor a nagypénteki vezeklő körmenetek állomását jelentette. Némelyik valósággal népművészeti remekmű.
Hasonló hozzá az Ecce homo ábrázolás. Mindkettőtől különbözik a Fájdalmak férfia (Vir dolorum) típus.
Lásd még: impropériák

## Alkotások

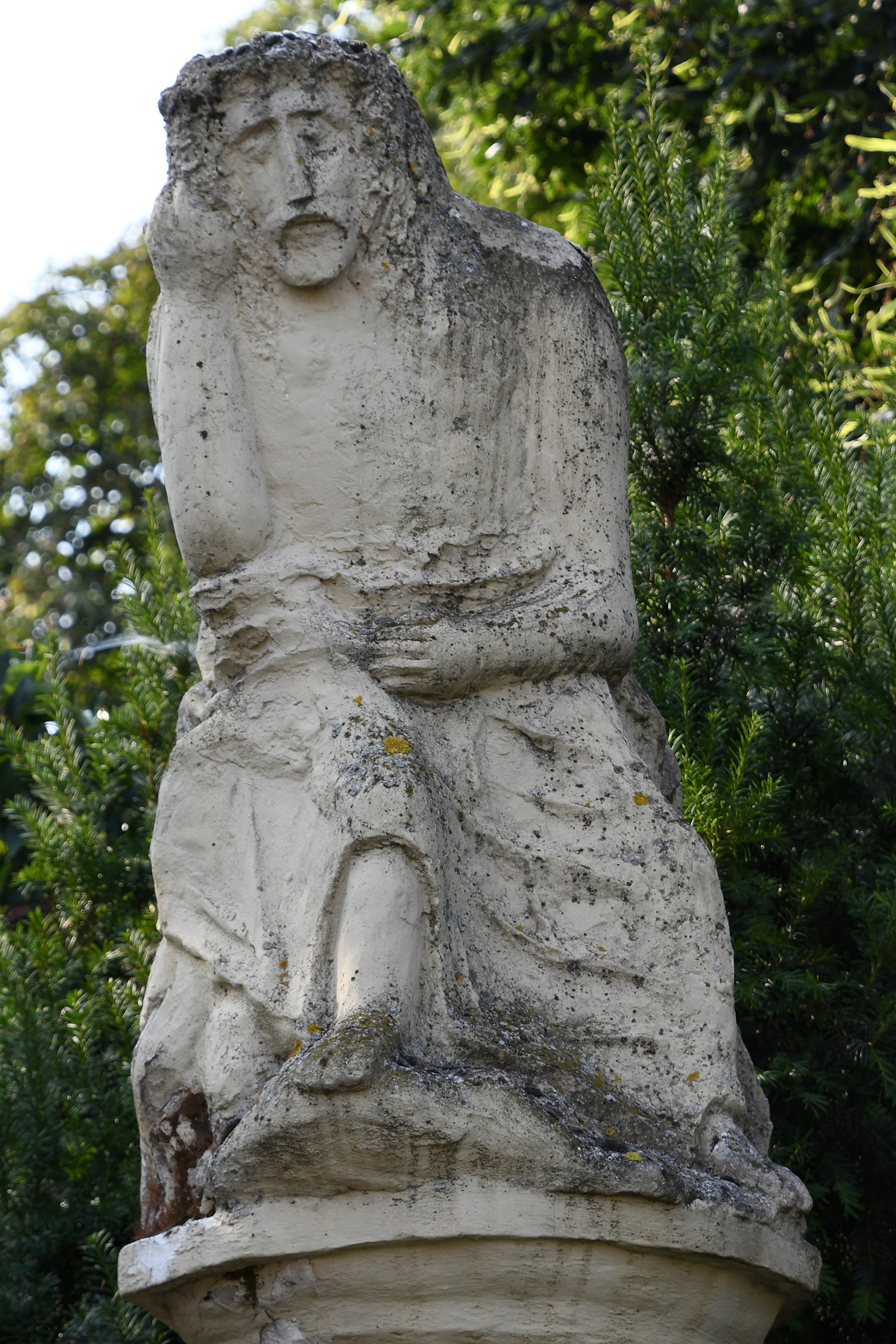
Jászjákóhalma (18. század)
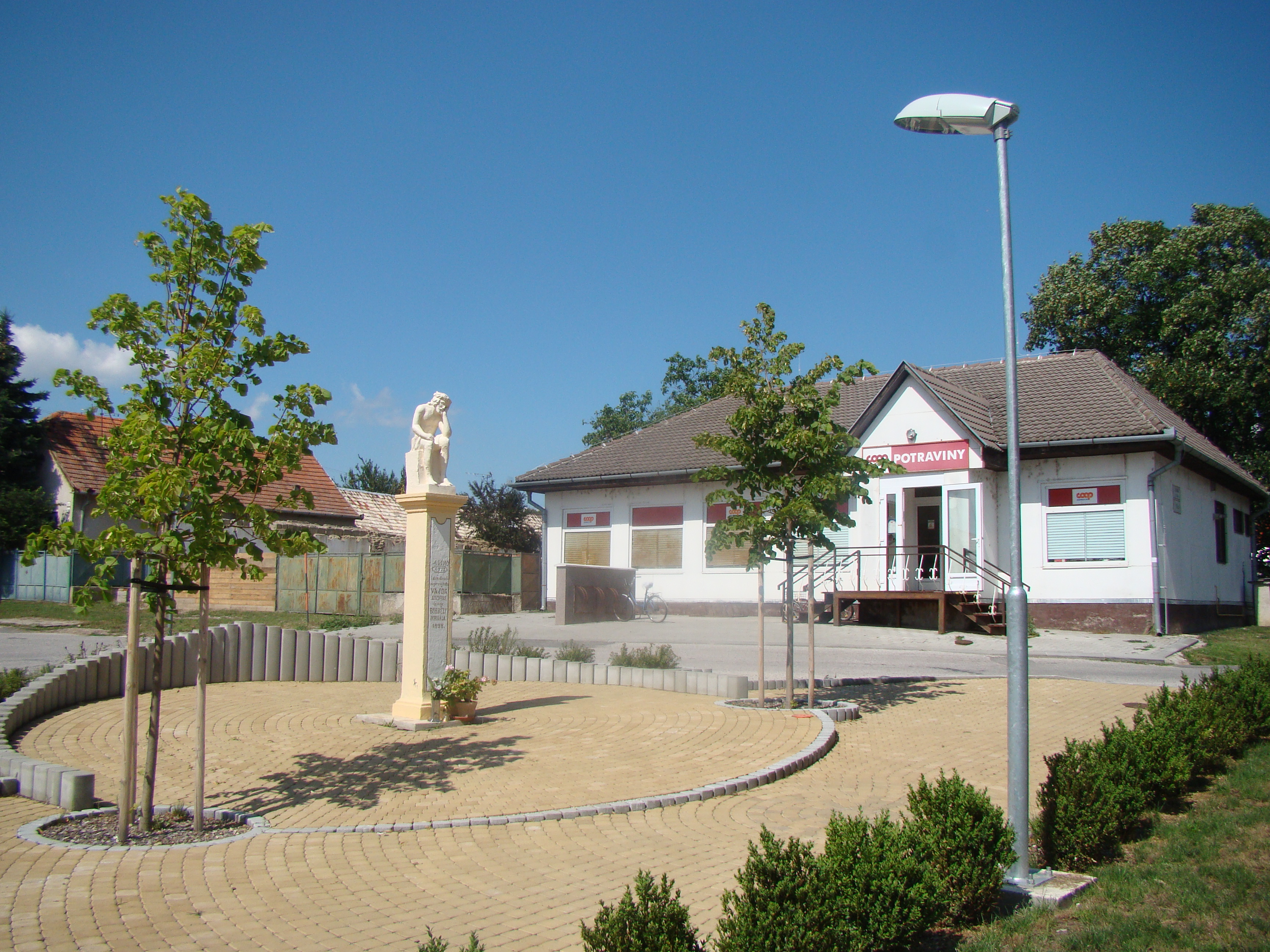
Nagycétény (1772)
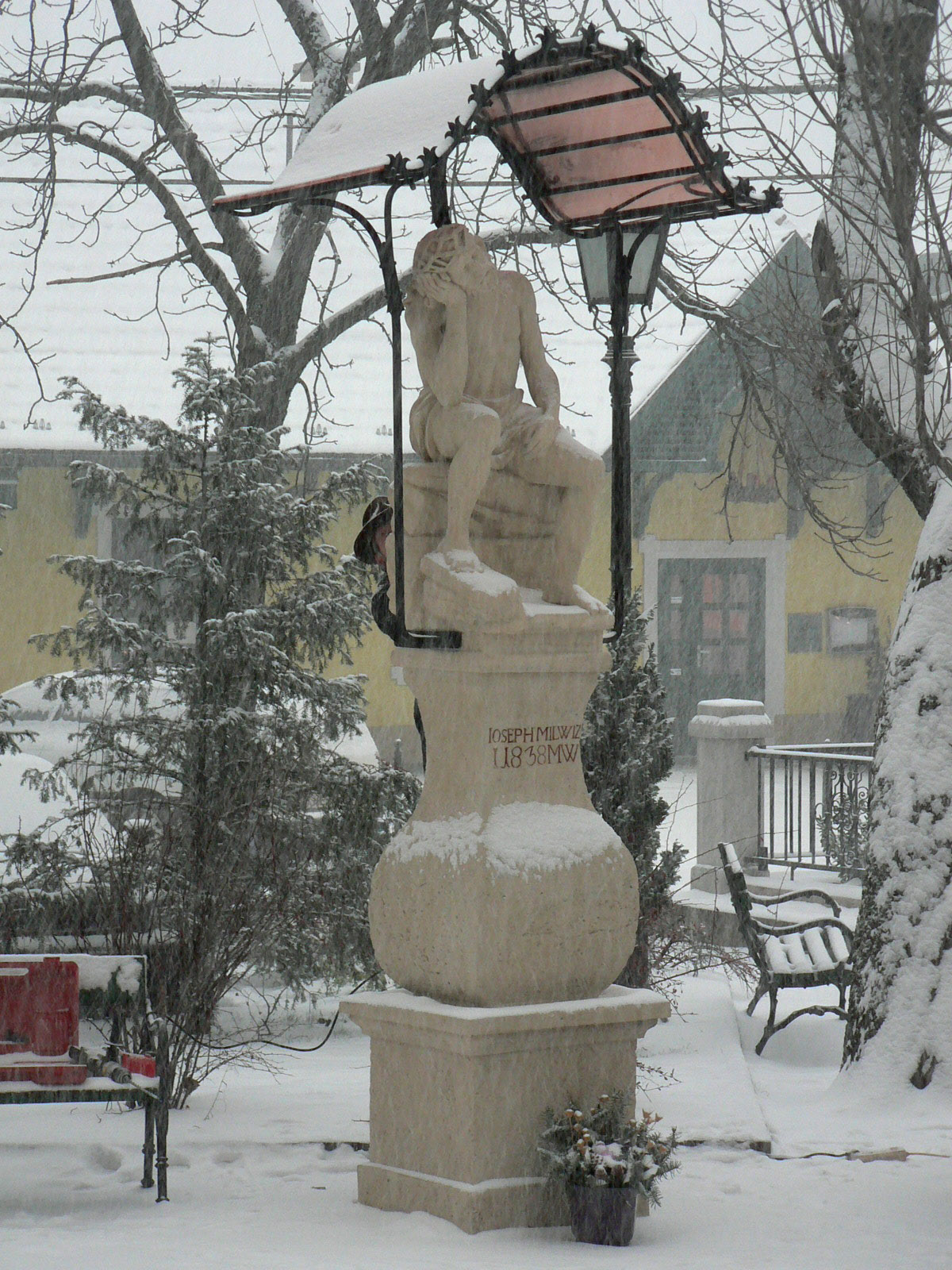
Solymár (1838)

- Budapest XII. kerület, Szilágyi Erzsébet fasor (1725)[1]
- Esztergomi Búsuló Krisztus (1766)[2]
- Nagycétényi Bús Krisztus szobor (1772)
- Solymári szobor (1838)